# Centre de confinement du terrorisme
Pour les articles homonymes, voir Cecot.
Centro de Confinamiento del Terrorismo
Le centre de confinement du terrorisme (en espagnol : Centro de Confinamiento del Terrorismo ; CECOT) est une prison à sécurité maximale salvadorienne située à Tecoluca, dans le département de San Vicente. 
Inaugurée en février 2023, d'une superficie de 1,6 km2 et pouvant accueillir 40 000 détenus,, elle se veut être « la plus grande prison d'Amérique ».

## Historique

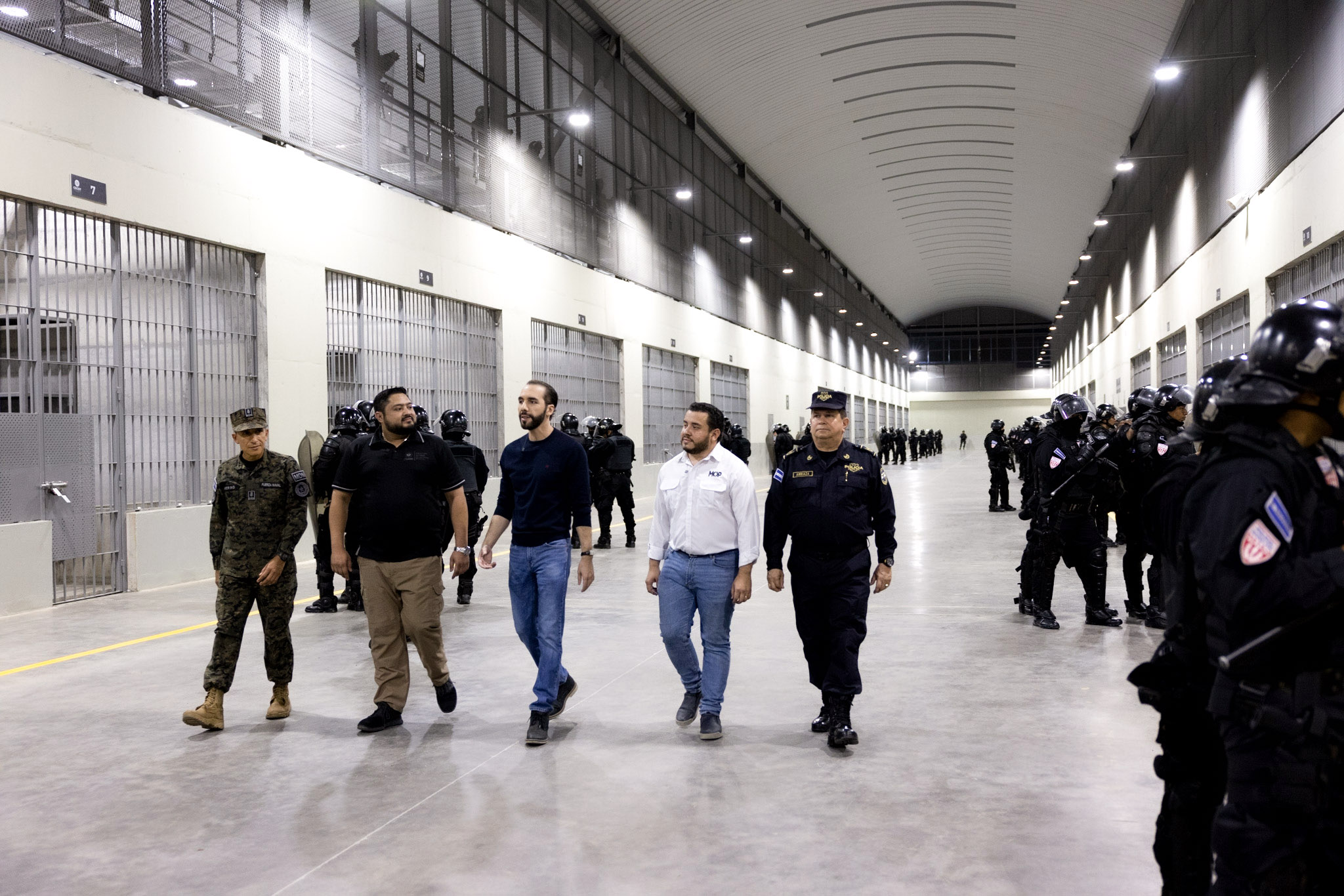
Visite du président Nayib Bukele en mars 2022.

Le Comité contre la torture estime que le nombre de détenus est passé de 39 500 en mars 2022 à plus de 94 000 en octobre 2022, les médias l'estimant à plus de 100000 en février 2023, faisant de ce pays celui qui a le taux d'incarcération le plus élevé au monde, soit trois fois la capacité carcérale du Salvador qui compte une vingtaine de centres de détention totalisant environ 30 000 places.
Le président du Salvador annonce en avril 2022 que la nouvelle prison aurait une capacité de 20 000 détenus, mais en juillet, il modifie ce chiffre et le double.
Cette prison construite à 74 km au sud-est de San Salvador entre juillet 2022 et janvier 2023 par 3 000 ouvriers est annoncé prête le 31 janvier 2023 puis  est inaugurée le jeudi 2 février 2023 par le président Bukele.
Elle reçoit ses deux mille premiers prisonniers le 24 février 2023. Un second lot de deux mille détenus arrivent le 15 mars 2023.

## Caractéristiques

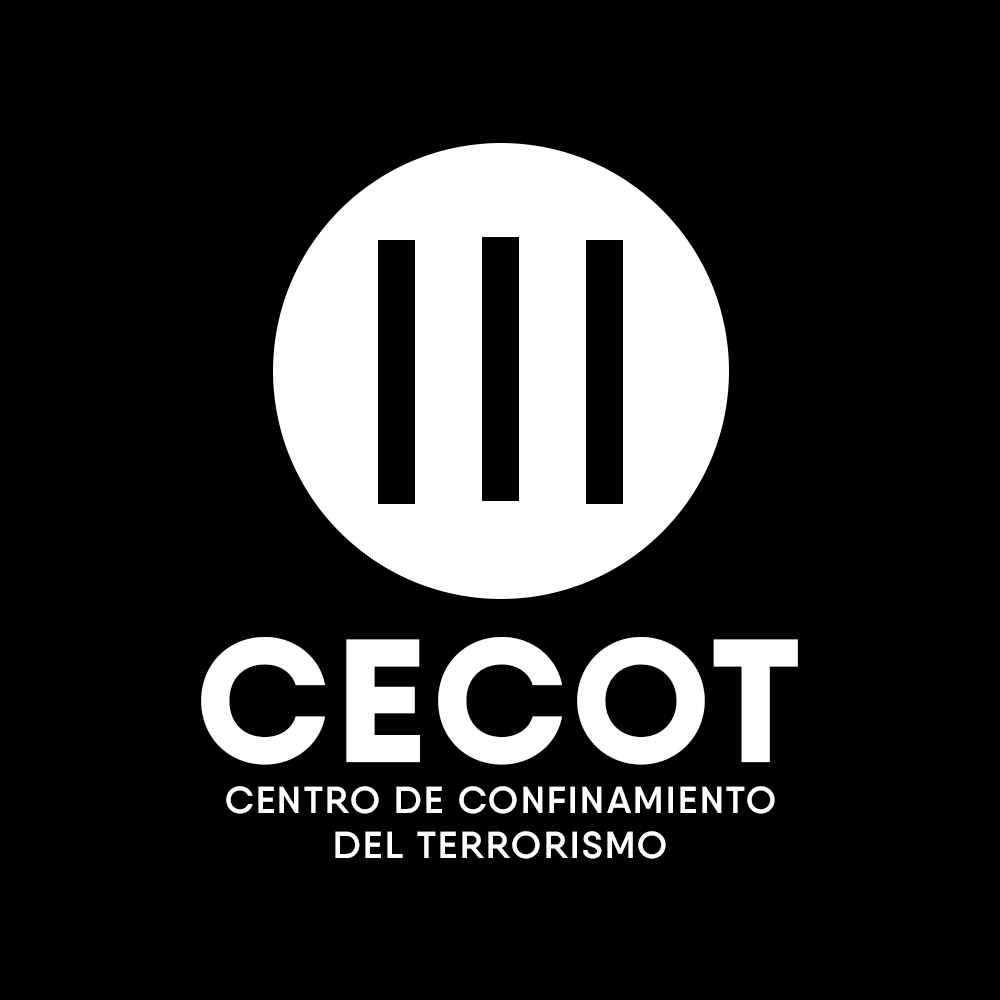
Logo du CECOT.

La prison est un rectangle avec une emprise de 166 hectares dont 23 bâtis, délimité par un mur de béton de 11 mètres de haut long de 2,1 km. Elle dispose de clôtures barbelées ou électrifiées a 15 000 volts, de 19 tours de guet, quatre anneaux de sécurité.
Elle est organisée en huit bâtiments carcéraux de 6 000 mètres carrés chacun. Dans chaque bâtiment, 32 cellules d'une centaine de mètres carrés, et dans chaque cellule, 80 lits superposés métalliques sans matelas, deux lavabos et deux cuvettes de toilettes pour une centaine de détenus. Les installations récréatives sont réservées aux gardiens, les prisonniers n'y ayant pas accès. Il est prévu de les faire travailler (la nature des travaux n'étant pas précisée). Ces conditions particulièrement sévères sont voulues, a indiqué le ministre des Travaux Publics Romeo Rodríguez. 
Selon les images diffusées par la télévision locale, il y a aussi des cellules de six mètres sur quatre meublées de neuf lits métalliques, deux lavabos et deux toilettes. Les détenus sont vêtus d'un simple short long blanc.
Les visiteurs seront soumis à un examen par scanner corporel. 
En raison du nombre de prisonniers qu'elle peut abriter, plusieurs médias internationaux soulignent qu'il s'agit de la « plus grande prison du monde ». Actuellement, ce titre appartient au centre de détention de Marmara en Turquie (106 hectares, dont 43 sont construits, capacité de 20 000 détenus).
600 militaires des forces armées du Salvador assurent la surveillance à l'extérieur du périmètre ainsi que 200 membres de la police nationale civile et 50 policiers du groupe d'intervention pénitentiaire,.

Images du CECOT.
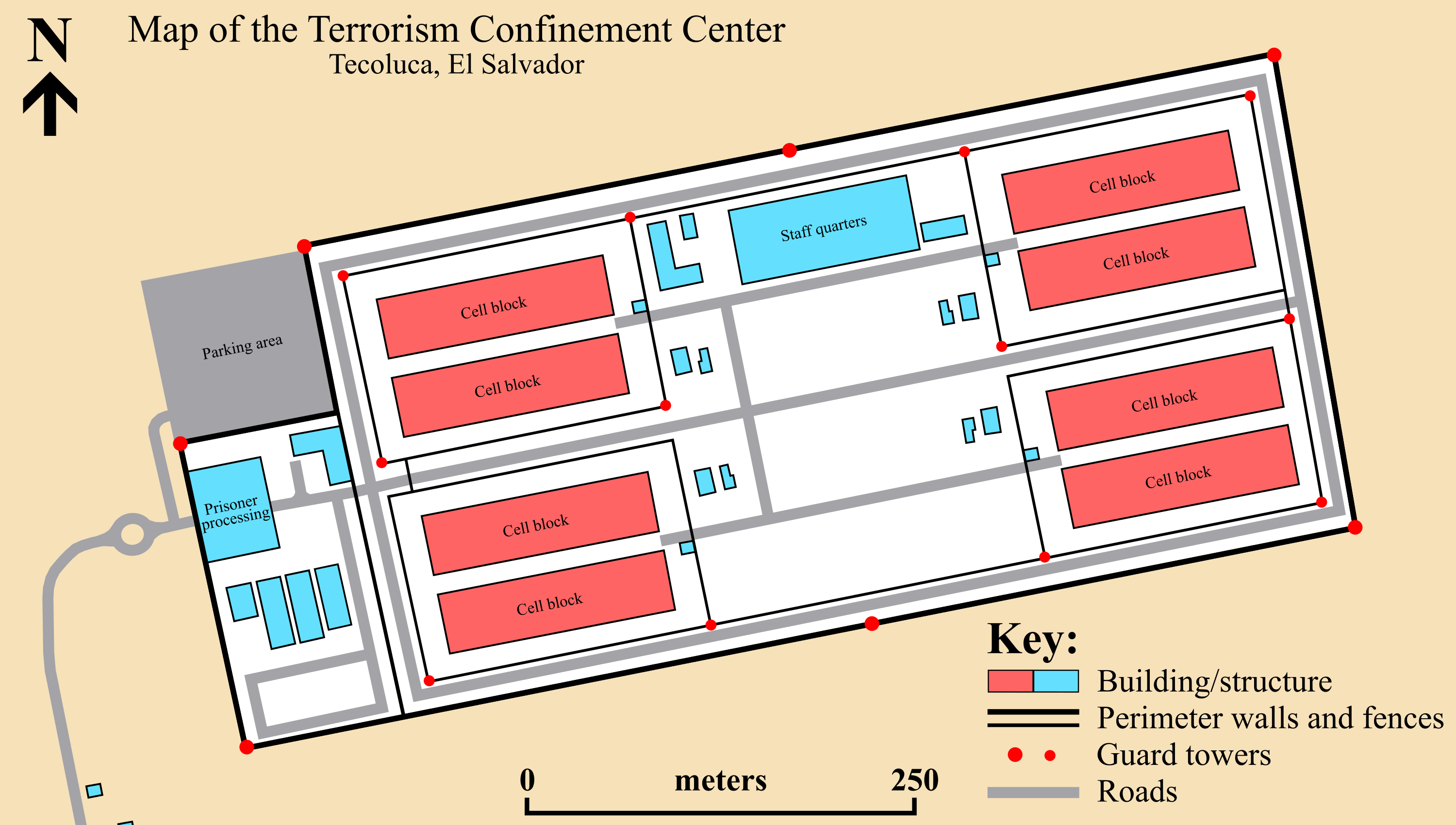
Carte du centre.
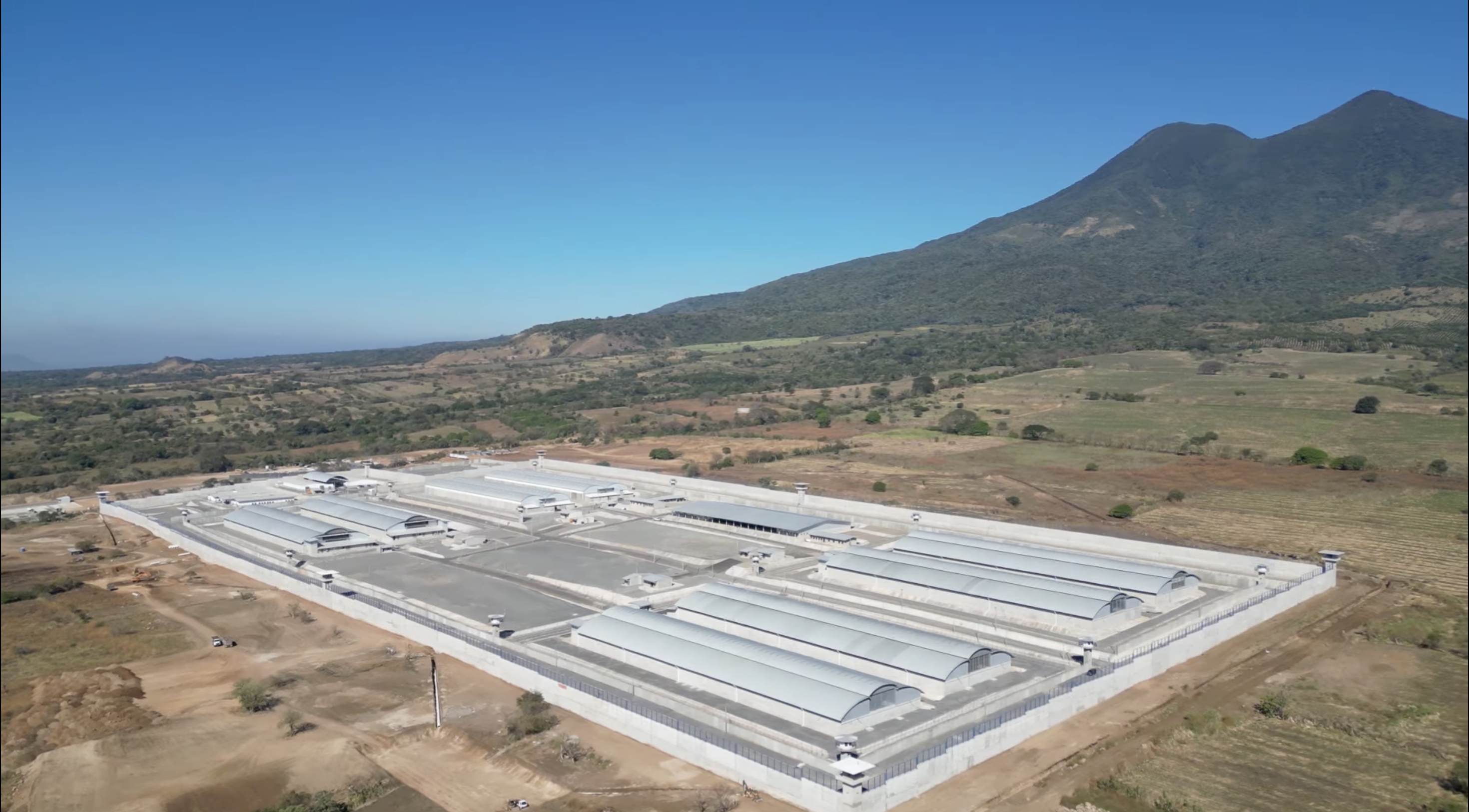
Vue aérienne du centre.
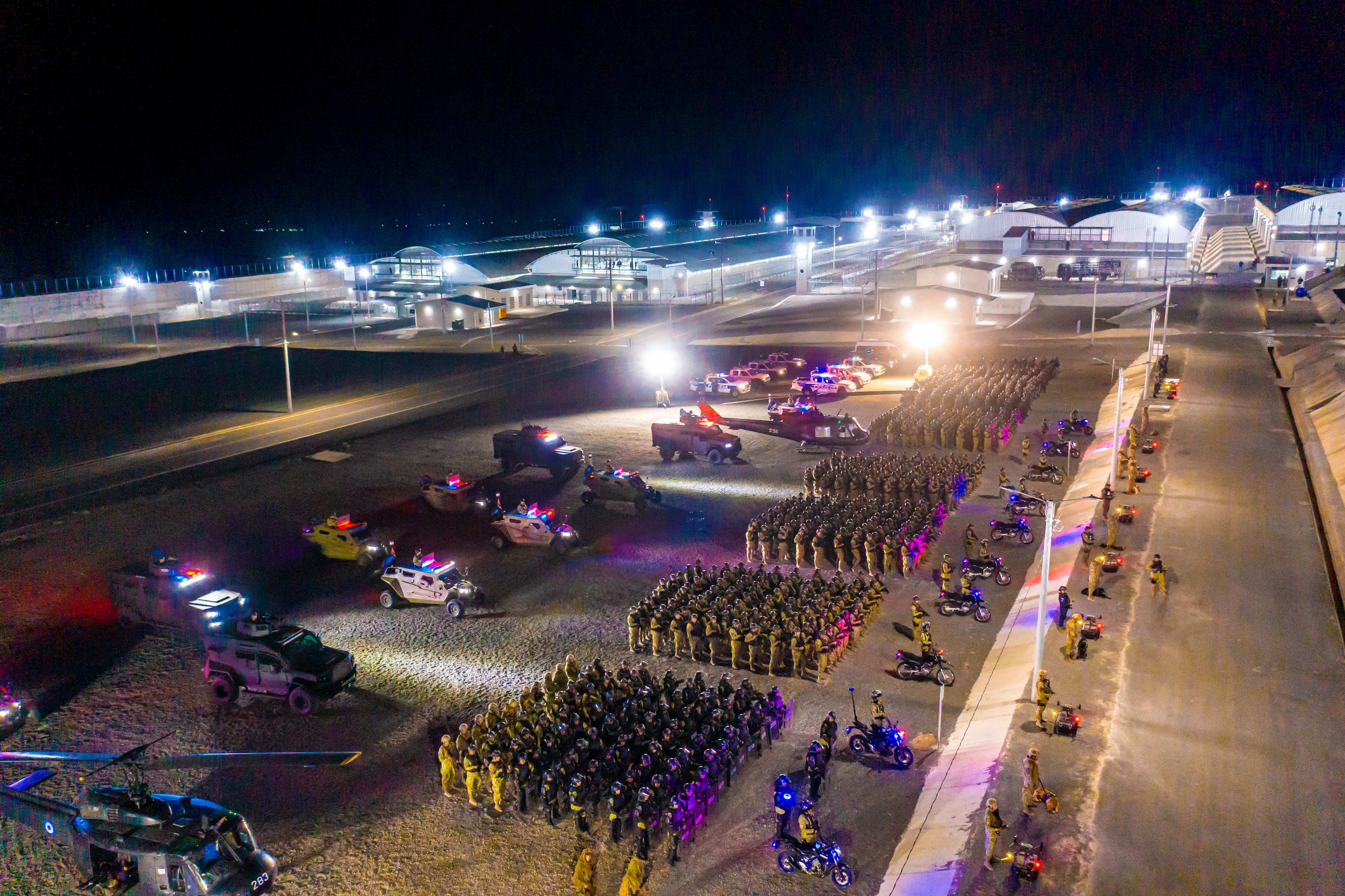
Personnel de sécurité dans le CECOT en janvier 2023.
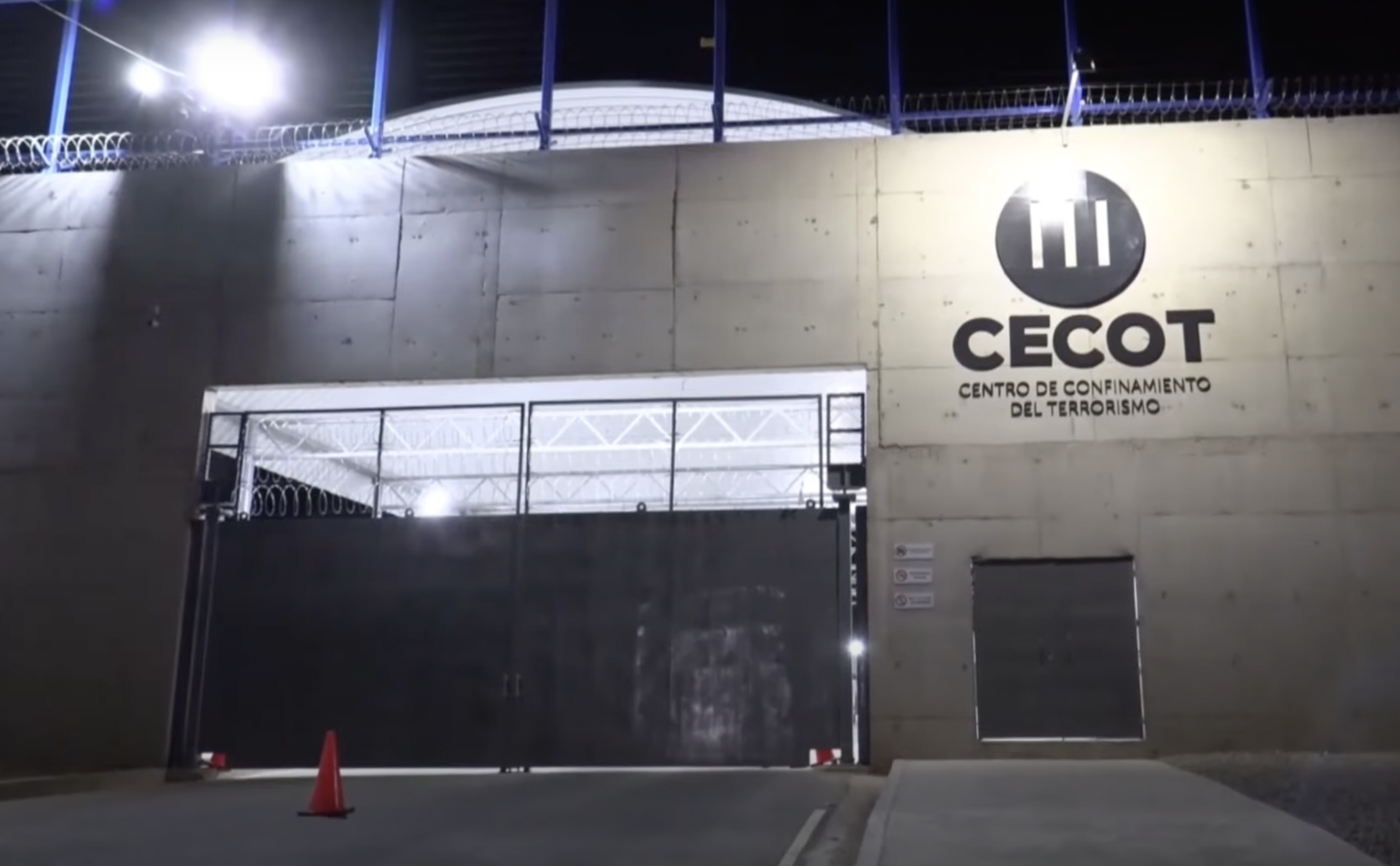
Entrée du CECOT.
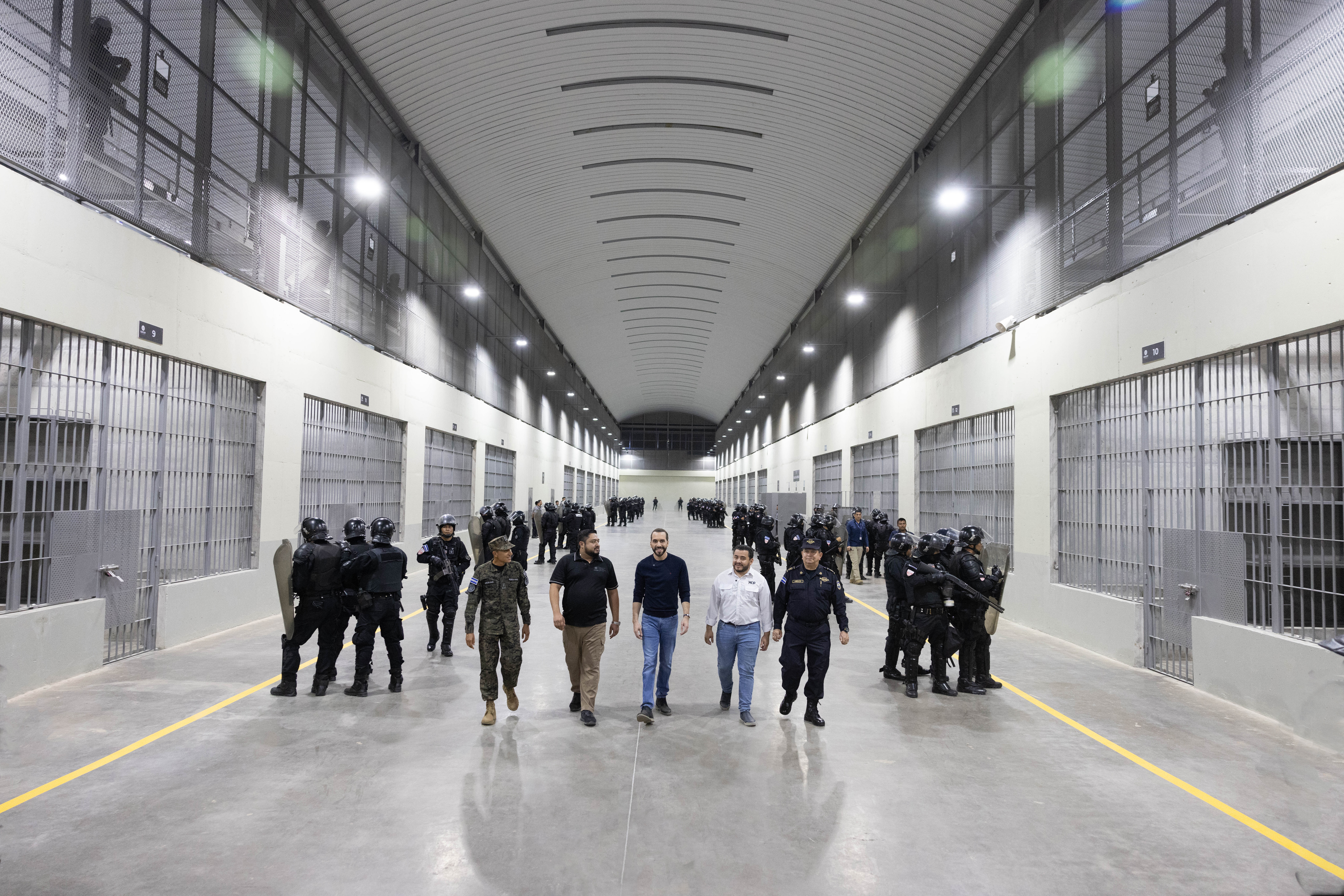
Visite du président salvadorien Nayib Bukele en 2023.
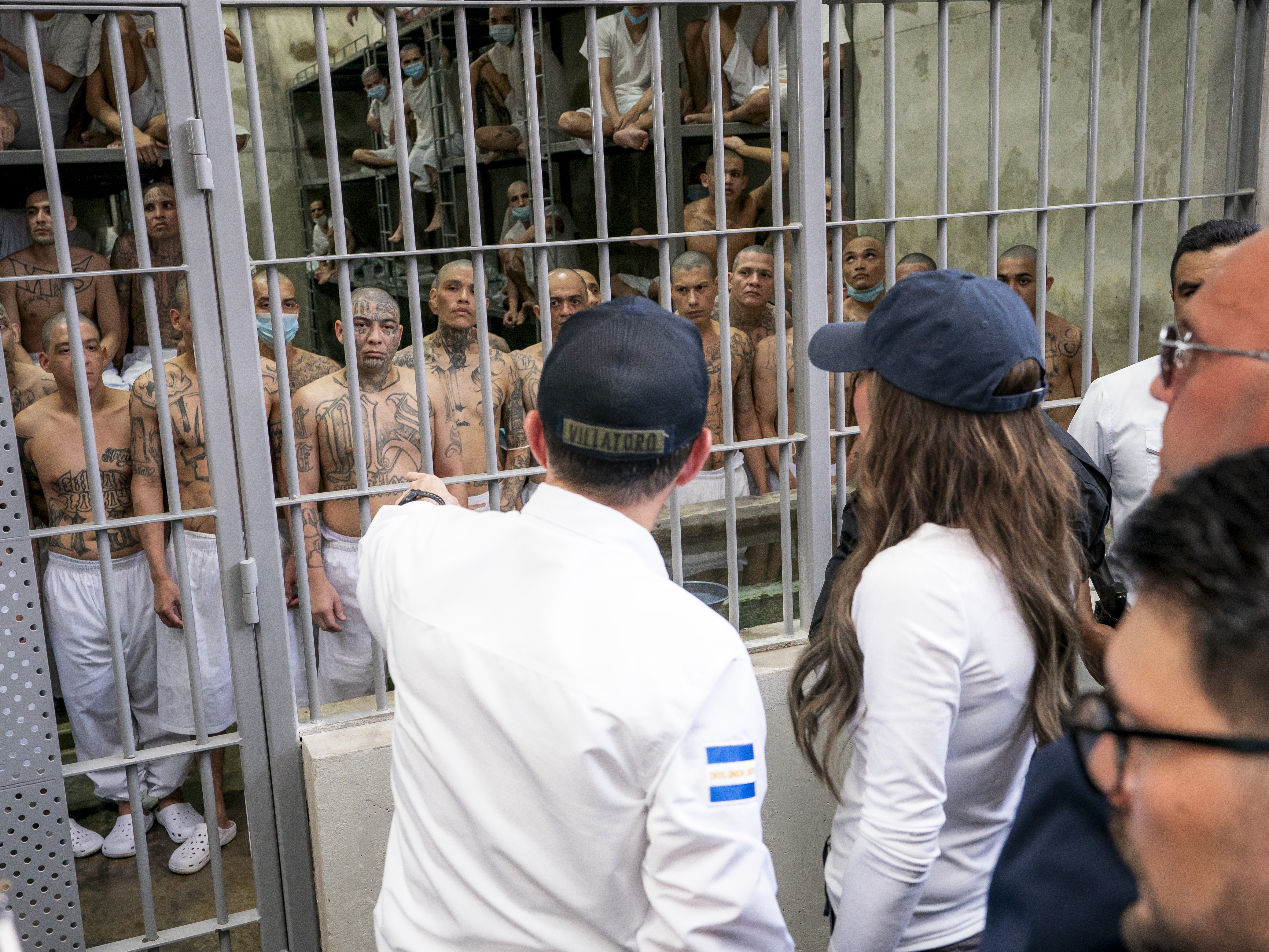
Visite de la secrétaire à la Sécurité intérieure des États-Unis Kristi Noem en 2025.
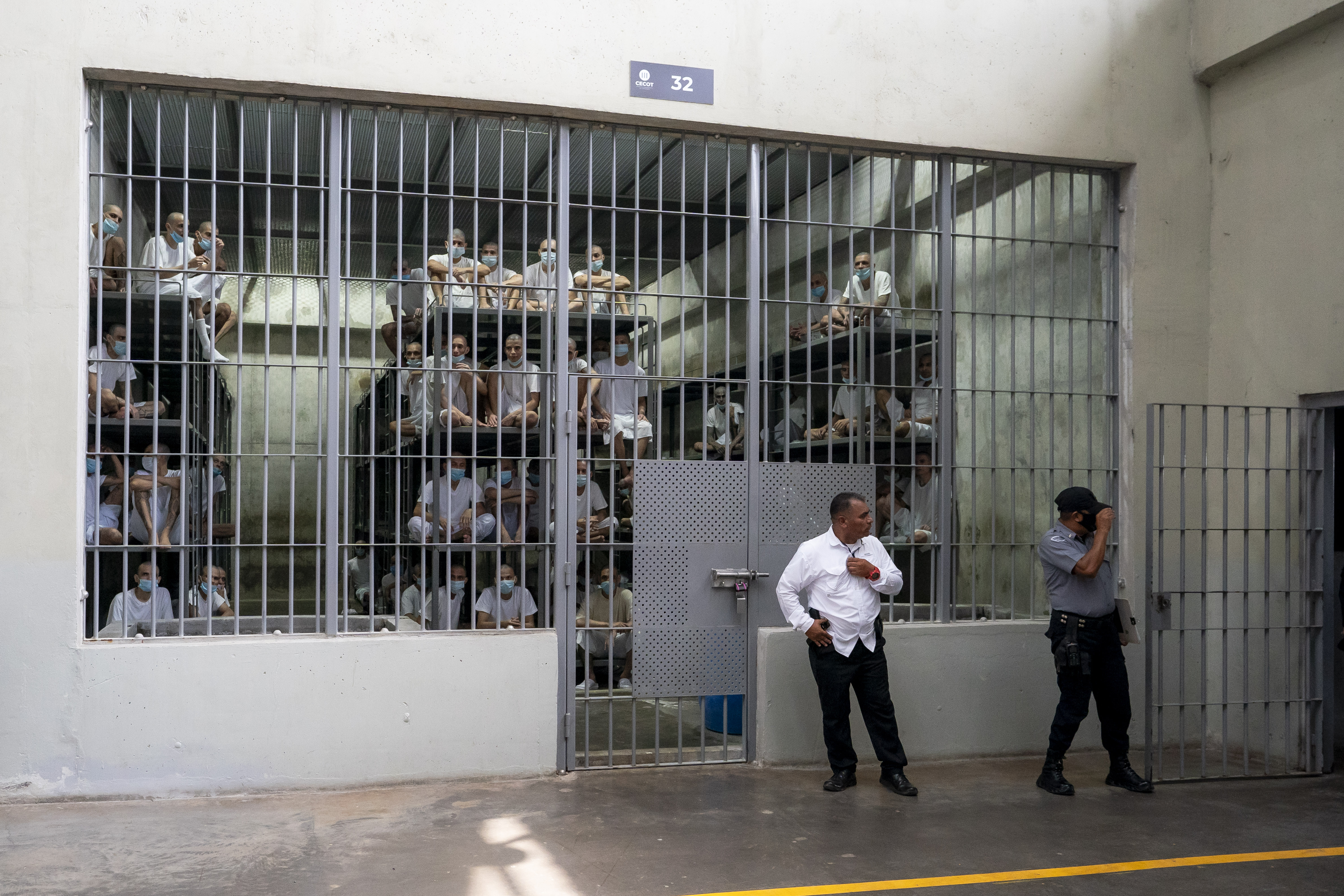
Une des cellules du centre.
An other legend